# Veliko Dvorište
Veliko Dvorište (szerbül: Велико Двориште), falu Bosznia-Hercegovinában, Bosanska krajina területén, Kozarska Dubica községben, a Szerb Köztársaságban. 

## Fekvése
Bosznia-Hercegovina északi részén, Banja Lukától légvonalban 55, közúton 74 km-re északnyugatra, községközpontjától légvonalban 10, közúton 14 km-re délnyugatra, 160 – 250 méteres tengerszint feletti magasságban, az Una völgyétől délre elterülő Potkozarje-dombvidéken fekszik. Több, kis településből áll. 

## Népessége
| Nemzetiségi csoport | Népesség 1991 | Népesség 2013 |
| ------------------- | ------------- | ------------- |
| Szerb               | 373           | 217           |
| Bosnyák             | 0             | 0             |
| Horvát              | 2             | 2             |
| Jugoszláv           | 4             | 0             |
| Egyéb               | 5             | 2             |
| Összesen            | 384           | 221           |

## Története
Dvorište területe már a római korban is lakott volt. Ezt igazolják a „Crkvina” nevű lelőhelyen talált római épületmaradványok, melyekről már 1898-ban a neves osztrák régész és történész, Carl Patsch is említést tesz.
Boszniában a Dubica és a Szana-folyó által határolt terület neve Vodicsa volt. Ezt a földet egy tartalmában részben igaz, egyébként hamis oklevél szerint Imre magyar király 1197-ben adományozta a Blagajiak (Babonicsok) ősének, akik ettől kezdve Vodicsa ispánjának (grófjának) is nevezték magukat. Az adományozást II. András magyar király 1218-ban, majd IV. Béla magyar király 1241-ben meg is erősítette. Az V. István halála utáni időben 1292-ben, Mária királyné, immár Babonić I. Radoszló bánnak adományozta Gorica, Podgorja, Szana és Orbász nemzetségi vármegyéit. A Babonics birtokokhoz tartozott a jelovaci uradalom is, ahol ma is megtalálhatók a család itteni udvarházának maradványai, melyről Dvorište is a nevét kapta. A térség 1538-ban, Dubica várának elestével került az oszmánok fennhatósága alá.
A település 1878-ig tartozott az Oszmán Birodalomhoz, ekkor a berlini kongresszus határozata alapján az Osztrák-Magyar Monarchia része lett. 1879-ben az első osztrák-magyar népszámlálás során a Kostajnicai járáshoz tartozó Slabinja község részeként Dvorište falunak 83 háztartása és 469 ortodox szerb lakosa volt. 1910-ben a Bosanska Dubica-i járásban fekvő Dvorište községhez tartozó településen 53 háztartást, 635 ortodox szerb, 1 muszlim és 11 katolikus lakost találtak. A monarchia szétesésével 1918-ben előbb a Szerb-Horvát-Szlovén Királyság, majd 1929-től a Jugoszláv Királyság része. 1921-ben a községnek 147 háztartása és 1050 lakosa volt. Jugoszlávia megszállása után a falu a Független Horvát Állam (NDH) része lett. 1945-től a település a szocialista Jugoszlávia része volt. A Bosznia-Hercegovinában zajló polgárháború idején a település a Boszniai Szerb Köztársaság része volt. 1995. szeptember 18-án és 19-én az Una horvát hadművelet keretében Kozarska Dubica község területét megtámadta a Horvát Köztársaság hadserege (HV). Ezt a támadást a Boszniai Szerb Köztársaság hadserege (VRS) és a helyi lakosság visszaverte. A daytoni békeszerződést követő területfelosztásnál a település, Kozarska Dubica község részeként a Szerb Köztársaság területéhez került.

## Nevezetességei
- Crkvina – római épület maradványai számos római téglával.[4]

- Jelovac – középkori udvarház maradványai, mely a blagaji Babonics család tulajdonában volt.[4]